# Igor Pomykalo
Igor Pomykalo (Rijeka, 30. prosinca 1946.), hrvatski violist, muzikolog.

## Životopis
Rodio se je 1946. u glazbeničkoj obitelji. Školovao se u Zagrebu. U Zagrebu je stekao osnove glazbenog školovanja. Na zagrebačkoj Muzičkoj akademiji diplomirao je na violi. Od 1966. do 1983. svirao je violu u Zagrebačkim simfoničarima RTV Zagreb, današnjeg HRT-a.
Od 1969. do 1983. godine vodio je ansambl rane glazbe Universitas Studiorum Zagrabiensis. Potom je 17 godina radio u Beču gdje je surađivao s Clemencic Consortom i vodio vlastiti Ensemble Lyra Wien. 12 je godina radio u Musikhaus Doblinger u Beču. Poslije Austrije otišao je u Italiju gdje je surađivao s ansamblima Micrologus, Musica Ricercata i Daedalus, a potom se je vratio u Austriju.
Glazbeni je interes vremenom proširio, pa mu koncertnu djelatnost čine i rock, komorna i simfonijska, srednjovjekovna, renesansna, barokna i suvremena glazba, tradicijski folklor te tzv. world music.
Nastupao je po Europi i u Izraelu. Glazbeno znanje proširio tečajima kućnog snimanja ("home recording").
Autor je glazbe za film Nemir, a bio je glazbeni konzultant u jednoj epizodi dokumentarne serije Das blieb vom Doppeladler.
1975. je kao voditelj sastava rane glazbe Universitas Studiorum Zagrabiensis snimio glazbu za film Seljačka buna, u izdanju Jugotona.